# Bernhardsthal
Bernhardsthal là một thị xã thuộc huyện Mistelbach trong bang Niederösterreich.